# Isabelle, princesse rebelle
Isabelle, princesse rebelle (Eine Krone für Isabell) est un téléfilm allemand réalisé par Michael Keusch, diffusé en 2006. 

## Synopsis
Isabelle est une jeune coiffeuse de Berlin. Un jour, elle est contactée par un certain Archibald. Cet homme, chancelier de San Ferino lui apprend qu'elle est la seule héritière du royaume et qu'elle est par conséquent une princesse. La jeune femme quitte alors l'Allemagne pour se rendre dans son nouveau pays.

## Fiche technique
- Réalisation : Michael Keusch
- Scénario : Michael Keusch
- Photographie : Klaus Liebertz
- Musique : Nik Reich et Ralf Wengenmayr
- Durée :

## Distribution
- Felicitas Woll : Isabell Roland
- Hanns Zischler : Archibald Kent
- Gila von Weitershausen : Patrizia
- Torben Liebrecht : Marco Conti
- Nicolas Romm : Rocco
- Dana Golombek : Helena
- Konstanze Breitebner : Donna Tomasi
- Horst-Günter Marx : Silvio Scuta
- Katja Giammona : Luisa